# Guerra dos Camponeses
A Guerra dos Camponeses (em alemão, Deutscher Bauernkrieg) foi uma revolta popular generalizada nos países da língua alemã na Europa Central, entre 1524–1525. Falhou por causa da intensa oposição da aristocracia, que abateu até 100 mil dos 300 mil camponeses e agricultores mal-armados e mal conduzidos. Os sobreviventes foram multados e obtiveram poucos ou nenhum de seus objetivos. 
A guerra consistia, como o movimento precedente Bundschuh e as Guerras Hussitas, em uma série de revoltas econômicas e religiosas em que os camponeses e agricultores, muitas vezes apoiados por membros do clero protestante, assumiram a liderança. A Guerra dos Camponeses Alemães foi a maior e mais generalizada revolta popular da Europa antes da Revolução Francesa de 1789. A luta chegou ao auge na primavera e no verão de 1525.
A guerra começou com revoltas separadas, começando na parte sudoeste do que é hoje a Alemanha e a vizinha Alsácia, e se espalhou em insurreições subsequentes às regiões central e oriental da Alemanha e atual Áustria. Após o levantamento na Alemanha ser suprimido, ressurgiu em vários cantões suíços.
Os camponeses enfrentaram obstáculos intransponíveis. A natureza democrática do seu movimento deixou-os sem uma estrutura de comando, careciam de artilharia e cavalaria e  tinham pouca ou nenhuma experiência militar. Várias vezes abandonaram o campo de batalha em fuga, sendo massacrados pelos seus perseguidores. A oposição tinha  líderes militares experientes, exércitos bem equipados e disciplinados, além de financiamento.

## Antecedentes
A revolta incorporou alguns princípios e retórica na emergente Reforma Protestante, por meio da qual os camponeses buscavam a liberdade e influência. Os historiadores têm interpretado os aspectos econômicos da Guerra dos Camponeses alemães diferentemente e historiadores sociais e culturais continuam a discordar sobre as suas causas e natureza.
No século XVI, partes da Europa tinham ligações políticas comuns dentro do Sacro Império Romano, uma entidade descentralizada em que o Sacro Imperador tinha pouca autoridade fora de suas próprias terras dinásticas, que cobriam apenas uma pequena fração do todo. Na época da Guerra Camponesa, Carlos V, Rei de Espanha, ocupou o cargo de imperador do Sacro Império Romano (eleito em 1519). Dinastias nobres governavam centenas de territórios seculares e eclesiásticos, em grande parte independentes no âmbito do Império, e dezenas de outros operando como cidades-estados semi-independentes. A igreja alemã sob o controle dos príncipes não seria capaz de taxá-los como a Igreja Católica fez. Os príncipes só poderiam ganhar, economicamente, pelo rompimento. Mais príncipes alemães romperam com Roma usando o bordão nacionalista "dinheiro alemão para uma igreja alemã".

## História

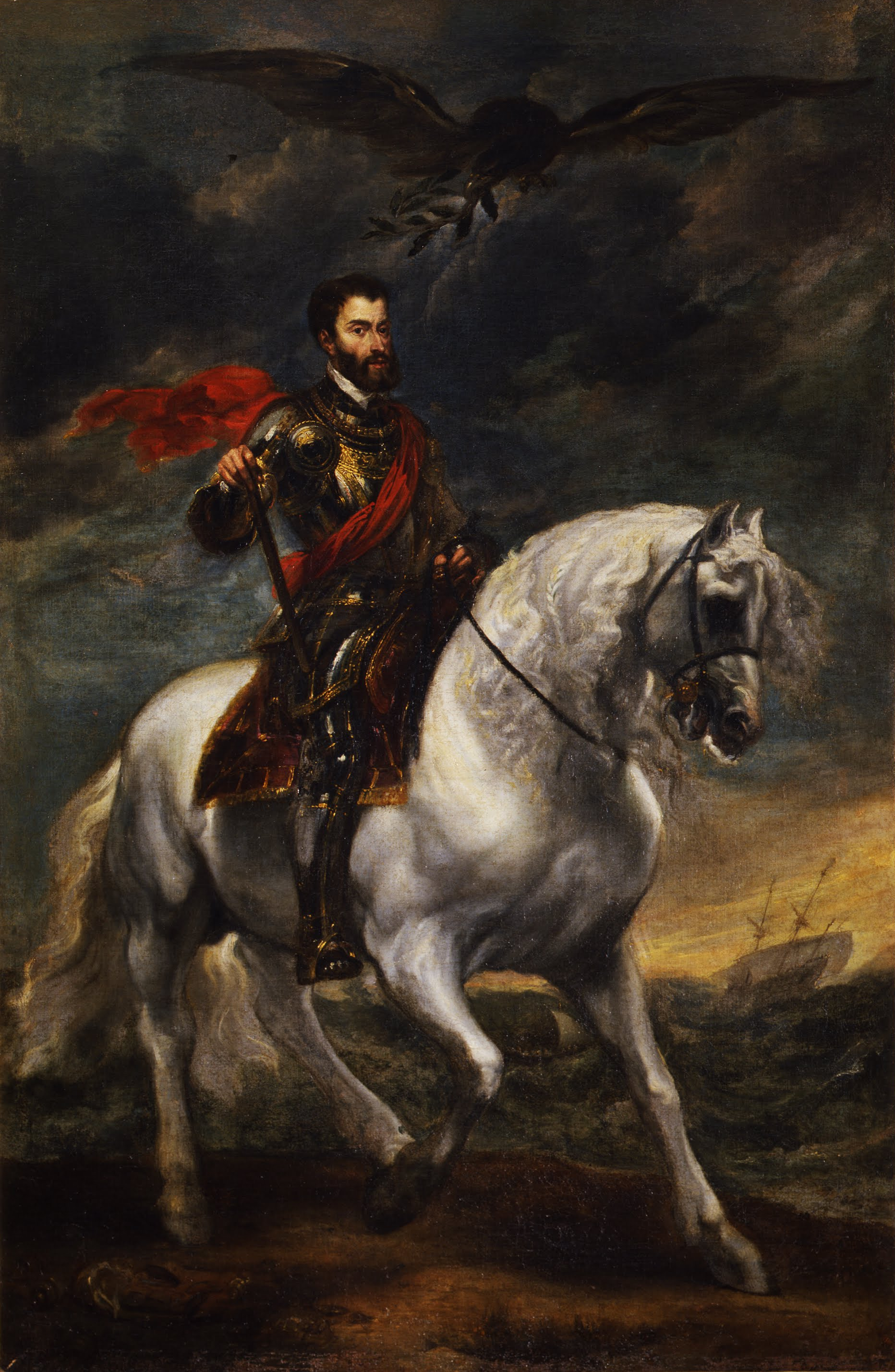
Imperador Carlos V.

O conflito, que teve lugar sobretudo em áreas no sul, centro e no oeste da Alemanha mas que também afetou áreas nas vizinhas Suíça e Áustria, envolveu no seu auge, no verão de 1525, cerca de 300 mil camponeses revoltados. Estimativas de então situaram o número de mortes em 100 mil.
A guerra foi em parte uma expressão da revolta religiosa conhecida como a Reforma Protestante, na qual críticos dos privilégios e da alegada corrupção da Igreja Católica contestaram a ordem religiosa e política estabelecida, mas também reflete o profundo descontentamento social: o descontentamento com o poder dos nobres locais; o desejo de líderes das cidades pela liberdade do poder eclesiástico (Igreja) e dos líderes da nobreza; tensões dentro das cidades entre as massas e as elites urbanas e rivalidades entre a própria nobreza.
O movimento camponês acabou por ser derrotado uma vez que as cidades e os nobres fizeram a sua própria paz com os exércitos do imperador que restauraram a velha ordem, frequentemente de forma ainda mais dura sobre a soberania do Sacro-Imperador Romano Carlos V, representado nos assuntos alemães pelo seu irmão mais novo Fernando.
O dissidente religioso Martinho Lutero, já condenado como herético pelo Édito de Worms de 1521, e acusado neste tempo de fomentar a disputa, rejeitou as exigências dos revoltosos e sustentou o direito dos líderes alemães de suprimir as revoltas, mas o seu antigo discípulo Thomas Muentzer destacou-se como um agitador radical na Turíngia.

## Os "profetas" de Zwickau e a Guerra dos Camponeses

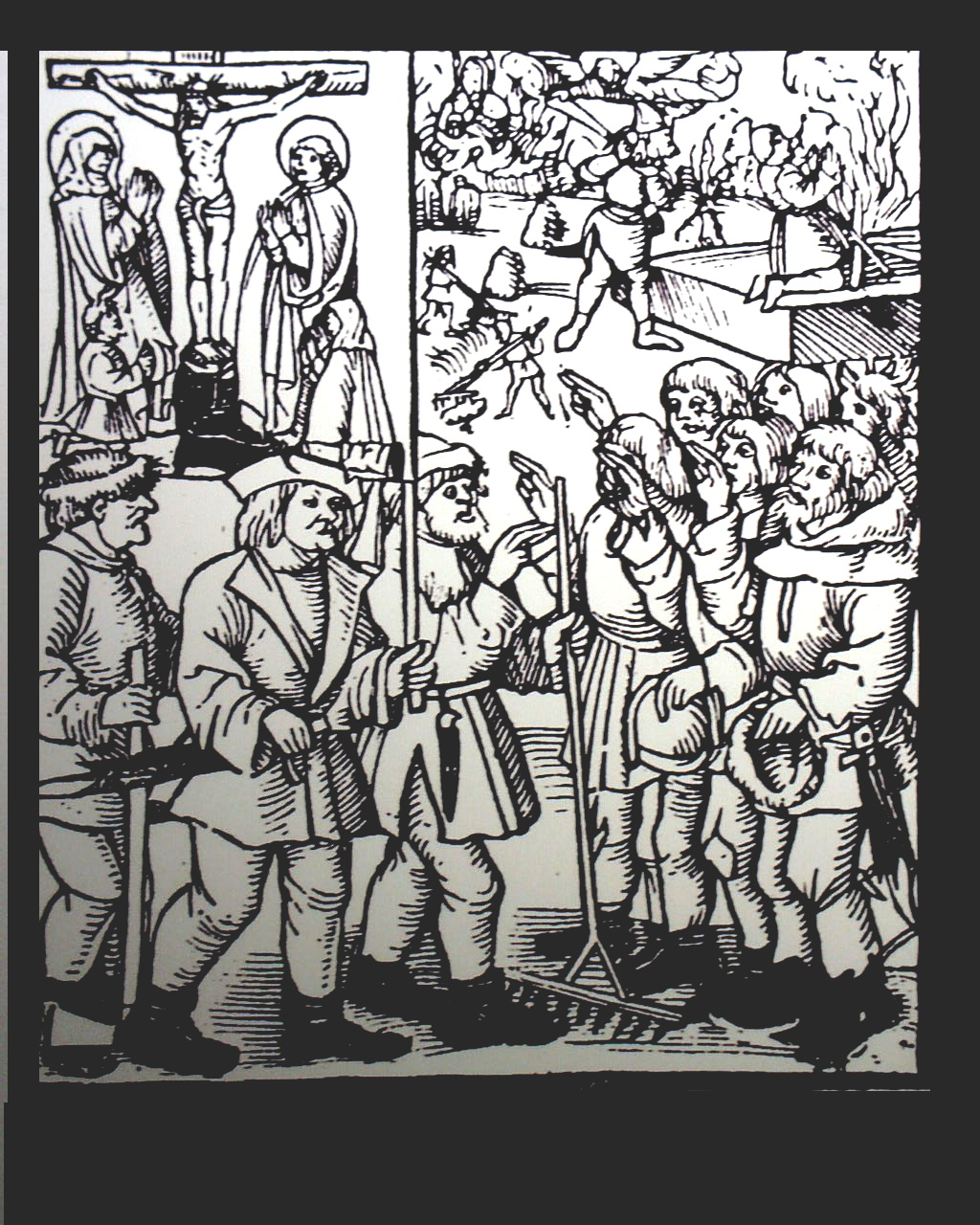
Gravura ilustrando a revolta.

Em 27 de dezembro de 1521, três "profetas", influenciados por Thomas Münzer, chegaram a Wittenberg desde Zwickau: Thomas Dreschel, Nicholas Storch e Mark Thomas Stübner. A reforma de Lutero não era suficientemente radical do ponto de vista deles. Tal como a Igreja Católica, os luteranos praticavam o batismo de crianças, que os Anabaptistas consideravam como "não constar das escrituras nem primitivo, nem satisfazendo às principais condições de admissão numa irmandade visível de santos, a saber: penitência, fé, iluminação espiritual e a livre submissão do indivíduo a Cristo".
O teólogo reformador e associado de Lutero, Filipe Melanchthon, sem poderes contra os entusiastas com que o seu co-reformador Andreas Karlstadt simpatizava, apelou a Lutero, que ainda estava escondido no Castelo de Wartburg. Lutero foi cauteloso em não condenar desde logo a nova doutrina e aconselhou Melanchthon a tratá-los bem e testar os seus espíritos.
Então houve confusão em Wittenberg, na qual escolas e Universidade tomaram o lado dos "profetas" e foram fechadas. Daqui surgiu a acusação comum de que os Anabaptistas era inimigos da aprendizagem. Mas essa acusação é substancialmente refutada pelo fato de que a primeira tradução em alemão dos profetas hebreus ter sido feita e impressa por dois deles, Hetzer e Denck, em 1527. Os primeiros líderes do movimento em Zurique (Conrad Grebel, Felix Manz, George Blaurock, Balthasar Hubmaier) eram pessoas que dominavam Grego, Latim e Hebraico.
Em 6 de março, Lutero regressou, entrevistou os profetas, desdenhou os seus "espíritos", proibiu-lhes a estadia na cidade e ordenou aos seus seguidores que deixassem Zwickau e Erfurt. Com o acesso negado às igrejas, estes últimos acabaram por celebrar os sacramentos em casas privadas.
Expulsos de suas cidades, eles vaguearam pelo campo. Obrigado a deixar Zwickau, Müntzer visitou a Boémia, residiu dois anos em Allstedt na Turíngia e, em 1524, passou algum tempo na Suíça. Durante este período ele proclamou as suas doutrinas revolucionárias na religião e na política com veemência e sucesso crescentes, sobretudo nas classes baixas.
Na sua origem uma revolta contra a opressão feudal, transformou-se sob a liderança de Müntzer, numa guerra contra todas as autoridades instituídas, além de uma tentativa de estabelecer pela força o seu ideal de irmandade cristã, com a igualdade absoluta e o comunismo dos bens. A derrota total dos insurgentes em Bad Frankenhausen, ocorrida no dia 15 de Maio de 1525, seguida da execução de Müntzer e de vários dos seus líderes, foi apenas uma derrota provisória do movimento Anabaptista. Aqui e acolá na Alemanha, Suíça e na Holanda houve posteriormente vários propagandistas religiosos, cujas doutrinas seriam aceites por muitos, assim que um novo líder surgisse.